# Palacio de Don Manuel
El Palacio de Don Manuel I, situado en Évora, Portugal, anteriormente conocido como el Palacio Real de San Francisco fue construido por Alfonso V, que deseaba tener en la ciudad un espacio real. El palacio, habitado por varios monarcas portugueses, entre ellos Manuel I, Juan III y Sebastián se perdió finalmente en 1895, después de haber recibido la orden de ser destruido en 1619, durante la visita de Felipe III al país.
El palacio era, según las crónicas de la época, uno de los edificios más notables del reino, con el edificio principal con claustro renacentista, la sala de la Reina y la biblioteca real, siendo esta una de los primeras en el país.
Hoy en día, lo que queda del palacio es sólo la Galería das Damas, representante destacado del estilo manuelino, pero con huellas del Renacimiento, que sobrevivió debido a su uso para un tren militar. Esta consiste en un edificio de planta rectangular, que sigue siendo la galería,  un pabellón y un porche cerrado. Arriba hay dos habitaciones encaladas y ornamentadas con azulejos y balcones de hierro forjado y una sala de estilo mudéjar. En el exterior se mantiene un torreón de dos plantas que termina en cúspide con pináculo manuelino hexagonal.
El palacio, además de ser una de las mayores obras arquitectónicas del país, también tuvo una enorme importancia histórica ya que fue aquí donde Vasco da Gama aceptó el mando de la flota del descubrimiento de la ruta marítima a la India y también fue el palacio que Gil Vicente representó siete de sus actuaciones teatrales, dedicadas a la reina María de Aragón y Catalina de Austria.
Desde 1986 forma parte de la lista del Patrimonio de la Humanidad como parte del Centro histórico de Évora.